# Přepřah
Přepřah či přepřahání je činnost při níž se vyměňuje tažný stroj nebo tažené dopravní zařízení. V minulosti tímto slovem bylo označováno přepřahání koní u povozů (kočárů, formanských vozů apod.). Slovo se používá i v  železniční dopravě při výměně lokomotivy u vlaku.

## U nákladního automobilu
Jedná se o výměnu návěsu u tahače. Přepřahy mohou být dvojího druhu:
Výměna tahače
Návěs se může přepřáhnout například z důvodu urychlení přepravy - vzhledem k omezené maximální době řízení tahač 1 dojede z místa A do místa B, kde již musí zastavit a řidič začít s povinnou přestávkou. Současně do místa B přijede tahač 2 s řidičem, který má k dispozici plný (nebo větší) počet hodin k jízdě. Tahač 1 svůj návěs odpřáhne, zapřáhne si jej tahač 2 a pokračuje dále do místa C. Tímto způsobem se přeprava urychlí o dobu potřebnou k výkonu odpočinku (tzn. minimálně o 9 hodin).
Návěs se také může přepřáhnout z důvodu poruchy tahače nebo z jiných provozních důvodů (např. tahač 1 má omezený vjezd do určitých emisních zón, apod.).
Výměna návěsu
Návěsy se mění například v systému nakládání zboží "Stand By". To znamená, že návěs 1 se přistaví k nakládací rampě, a tahač mezitím může odvézt jiný návěs (č.2) na další místo. Po ukončení nakládky návěsu 1 přijede tahač, zapřáhne již naložený návěs 1 a pokračuje na vykládku. Zde může být již připravený prázdný návěs 3 (který se mezitím skládal v době, kdy byl tahač s návěsem 1 na cestě). Tahač pouze přistaví naložený návěs 1 k vykládací rampě, zapřáhne prázdný návěs 3 a může pokračovat na nakládku.
Tímto se přeprava urychlí o čekací dobu na nakládce / vykládce.